# MOTHER マザー
『MOTHER マザー』は、2020年7月3日公開の日本映画。PG12指定。
監督は大森立嗣、主演は長澤まさみ。実際に起きた「少年による祖父母殺害事件」（2014年）に着想を得、同事件のルポ『誰もボクを見ていない　なぜ17歳の少年は、祖父母を殺害したのか』（山寺香、ポプラ社）を原案にしている。

## あらすじ
三隅秋子は平凡な一般家庭に育ったが、素行が悪く、若くして周平という息子を産んだシングルマザーだった。仕事も続かない秋子は男から男へ渡り歩き、周平をろくに小学校にも通わせなかった。そんな秋子におとなしく従い続ける周平。

秋子は、男を使って平然と詐欺を働き、借金の申し込みには周平を使いにやった。自分は決して前面に立たず、自分の子をどう育てようと勝手だと、事あるごとに主張する秋子。
周平はグレもせず、ひたすら母親に従う引っ込み思案な若者に成長する。その頃には、幼い異父妹の冬華も産まれていた。

行く当てもなく道端にいる所を、保護司の亜矢に助けられる秋子と子供たち。亜矢の尽力で簡易宿泊所に入り、生活保護も受けられた。周平のために、学校に馴染めない子のフリースクールも手配する亜矢。スクールで学ぶことの楽しさを知る周平。

そんな秋子たちの狭い部屋に突然、遼という男が転がり込んだ。冬華の父だという遼は部屋に居座り、秋子に暴力を振るった。最低の男の遼でもすぐに受け入れ、離したくない秋子。遼がヤミ金から借金したせいで簡易宿泊所から夜逃げし、一家は放浪生活に逆戻りした。秋子母子から離れ、身軽に別行動で逃げて行く遼。

半年後、周平は小さな工場に勤め、母や妹と共に寮に住み込んだ。だが、秋子は働かず、パチンコやゲーセンで散財するばかり。挙句に周平に工場の金を盗ませ、一家で失踪した。
金を使い果たし、切羽詰った秋子は周平に、祖父母（秋子の両親）を殺して金を奪えと指示した。何度も秋子に念を押された末に、祖父母を訪ね、刺し殺す周平。母子はすぐに逮捕されたが、秋子は殺人を指示していないと言い張り、周平に罪をなすり付けた。
母親の関与が判明すれば、周平の罪は軽くなる。しかし、周平も自分の単独犯だと主張したため、秋子は執行猶予、周平には懲役12年の判決が言い渡された。
周平と面会した亜矢が、秋子に会いに来た。秋子は釈放されたが娘の冬華は司法の判断で保護され、古い一間のアパートには秋子一人が座り込んでいた。
亜矢は、「それでもお母さんが好きだ」という周平の言葉を秋子に伝えるのだった。

## キャスト
- 三隅秋子：長澤まさみ
- 周平：奥平大兼[5]（幼少期：郡司翔[6]）
- 川田遼：阿部サダヲ[3]
- 高橋亜矢：夏帆[6]
- 宇治田守：皆川猿時[6]
- 赤川圭一：仲野太賀[6]
- 三隅楓：土村芳[6]
- 松浦（つくば都市緑化社長）：荒巻全紀[6]
- 秋子の前夫：大西信満[6]
- 三隅雅子：木野花[6]
- 三隅冬華：浅田芭路[6]
- 三隅勝秀：たかお鷹
- 弁護士：大場泰正[7]
- 小川（児童相談所職員）：小林千里[8]
- 老人：小林勝也
- はぎわらりな[9]
- 旅館スタッフ：宇野正剛
- 松木大輔
- 教師（フリースクール）：山本晃大[10]
- 大川原直太[11]
- 三浦景虎[12]
- 田村令
- 児童相談所職員：浅木貴仁
- 金貸し：金能弘
- 伊藤佳範[13]
- 北浦マサシ
- 小野孝弘[14]
- 真砂豪

## スタッフ
- 監督：大森立嗣
- 脚本：大森立嗣、港岳彦
- 企画・製作・エグゼクティブプロデューサー：河村光庸
- プロデューサー：佐藤順子
- 共同プロデューサー：金井隆治、鈴木俊輔、岡本圭三、飯田雅裕
- 撮影：辻智彦
- 照明：大久保礼司
- 録音：高田伸也
- キャスティング：杉野剛
- 美術：大原清孝
- 衣装：纐纈春樹
- ヘアメイク：豊川京子
- 助監督：近藤有希
- 制作担当：三村薫
- 題字：赤松陽構造
- スチール：三木匡宏
- 編集：早野亮
- ラインプロデューサー：古賀奏一郎
- 助成：文化庁文化芸術振興費補助金（映画創造支援事業） 独立行政法人日本芸術文化振興会
- 配給：スターサンズ、KADOKAWA
- 制作プロダクション：スターサンズ
- 制作協力プロダクション：SS工房
- 製作幹事：ハピネット、KADOKAWA
- 製作：「MOTHER / マザー」製作委員会（ハピネット、KADOKAWA、朝日新聞社、スターサンズ、ギャガ、イオンエンターテイメント、TBSラジオ、Filmarks）

## 評価
キネマ旬報社が運営するKINENOTEの「キネ旬Review」では、映画評論家の川口敦子は「背中と顔、引きと寄り、対置の話術。握りしめた少年の拳をアップにしない矜持に見惚れた」とコメントし、佐野亨は「残酷な現実を描くに際して、ただ現実を突きつけるでもなく、人間存在のよるべなさに対する静かな洞察が息づく」と傑作と評価、福間健二も「本作が暴いたもの、私たちに突きつけているものに震えが止まらない」と満点評価をつけた。

## 受賞歴
- 第33回日刊スポーツ映画大賞・石原裕次郎賞 主演女優賞（長澤まさみ、『コンフィデンスマンJP プリンセス編』と合わせて）[16]
- 第75回毎日映画コンクール 日本映画大賞（2020年）[17]
- 第44回日本アカデミー賞
  - 最優秀主演女優賞（長澤まさみ、『コンフィデンスマンJP -プリンセス編-』と同時受賞）[18]
  - 新人俳優賞（奥平大兼）[19]